# Distrito de Casca
Casca es uno de los ocho distritos ubicados en la provincia de Mariscal Luzuriaga en el departamento peruano de Ancash. En el año 2007 tenía una población de 4 301 habitantes y una densidad poblacional de 55,6 personas por km².

## Historia
Fue creado por la Ley N.º 9986 el 17 de octubre de 1944 promulgada por el presidente Manuel Prado Ugarteche.

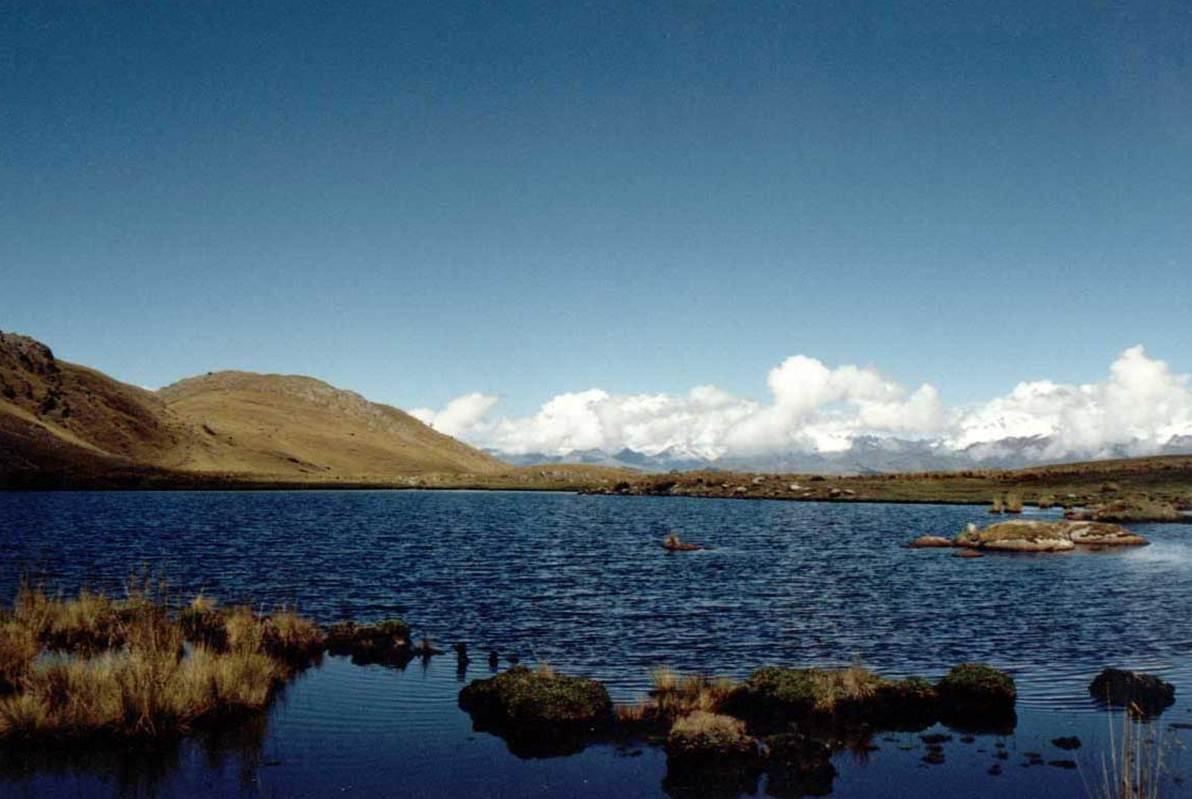
Laguna de Jarhuajara macho

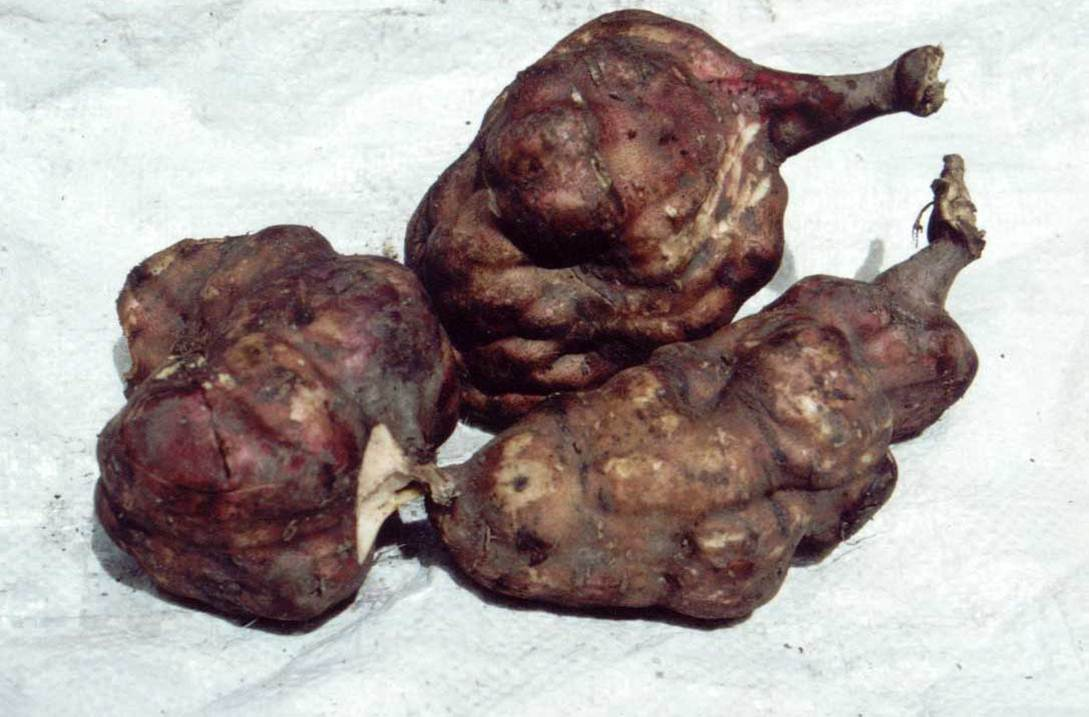
Yacón, remedio para la diabetes

Como integrante de la provincia de Pomabamba de entonces. En virtud de la ley 12541, del 12 de enero de 1956, firmada por Manuel Arturo Odría, pasó a integrar la provincia de Mariscal Luzuriaga, esta integra la región Áncash. Según la ley 9986 Casca incluía los pueblos de Casca, Pomas, Huallhuá, Ranracolca, Pacchacolpa, y Vilcabamba, cuna del chimaychi.

## Límites y altitud
El distrito de Casca limita por el Norte con el distrito de Pomabamba, de la provincia homónima;por el Este, con el distrito de Fidel Olivas Escudero, por el Sur con el distrito de Piscobamba y por el Oeste, con el distrito de Huayllán, separado por el río Urpaybamba, nombre local del río Pomabamba-Yanamayo. La altitud del pueblo de Casca, capital de distrito, es de 3 132 m s. n. m.

## Toponimia
Casca de Kachka, significa en quechua choclo, elote, mazorca con granos tiernísimos.

## Números de habitantes y porcentaje por idiomas
Según el censo 2007 el distrito de Casca tiene una población de 4 301 habitantes. Y teniendo en cuenta el área territorial de 7738.14 Ha, la densidad es de 0,56 hab./ha. Dato del área es de Ghiggo Cerna en su "Historia y geografía regional de Ancash" en kilómetros cuadrados, pero por razones de tipeo se usa hectáreas.
De 3 982 consultados, 3 707 hablan quechua, o sea el 95%; y son escolares 970 en una población de 1 100 niños, llegando al 88%...pero se les instruye en castellano.De acuerdo al Art. 48 de la Constitución y la novísima Ley Nro. 29735(El Peruano:5.7.2011) se esperan cambios y una educación inclusiva, que respete la identidad cultural.

## Autoridades

### Municipales
- 2011-2014[4]
  - Alcalde: Máximo Lavado Acero, del Movimiento independiente regional Río Santa Caudaloso (MIRRSC).
  - Regidores: Crecildo Matos Portella (MIRRSC), Edwin Julio Cárdenas Agüero (MIRRSC), Crispina Delia Bonifacio López (MIRRSC), Armando Antonio Capillo Picón (MIRRSC), Atilio Leonardo Ocaña Sevillano (Movimiento Regional Independiente Cuenta Conmigo).
- 2007-2010:
  - Alcalde: Yone Walter Valverde Chauca.
  - Kmkk
- 2023- 2026
- Alcalde : Mario Fortunato Vidal Moreno ( Partido Alianza por el Progreso APP)

## Estudiosos visitantes
En este caso se puede mencionar a los que llegaron y estuvieron, en persona, en el territorio del actual distrito de Casca, los dos primeros en el siglo XIX y el tercero en el siglo XX.
- Antonio Raimondi, habla de los tejidos de Vilcabamba. Alojado en Huayaupuquio, fundo de Cisneros, en 1862.
- Charles Wiener, trata de los restos de Chulloue - posiblemente en quechua Shullu o tsullu, que se derrite-, pasó en 1876.En entrevistas con docentes del centro poblado de Ranracolca, estos confirman que ciertamente existe el yacimiento arqueológico de Tsulloq ( que se derrite), en la parte alta de la jurisdicción de Ranracolca, referido por el estudioso francés.
- Julio C. Tello en 1919, se refiere del Camino del Inca y de los restos de Pumawillka.

## Festividades
- Mama Kanchi, en Vilcabamba, o la Virgen de la Candelaria, como en Puno; el 2 de febrero.Oficialmente, en el Obispado de Huari, esta fiesta corresponde a la conocida Fiesta de la Candelaria. Se celebra en diferentes lugares de América Latina,, con pompa y peculiaridad vernácula.
- Tayta Antu,o San Antonio de Padua, patrón del Distrito, en Casca; en junio.
- Semana Santa Andina, incluye: Pichu laptay, Chicha y vela y el Levante en Parushpampa, febrero o marzo.El símil del Pichu laptay con la consagración de pan, como cuerpo de Cristo, y de Chicha y vela con la consagración del vino permite hablar de Última Cena en los Andes.
- Mama Dullu, Virgen de los Dolores, en Ranracolca; en septiembre.

## Potencial turístico

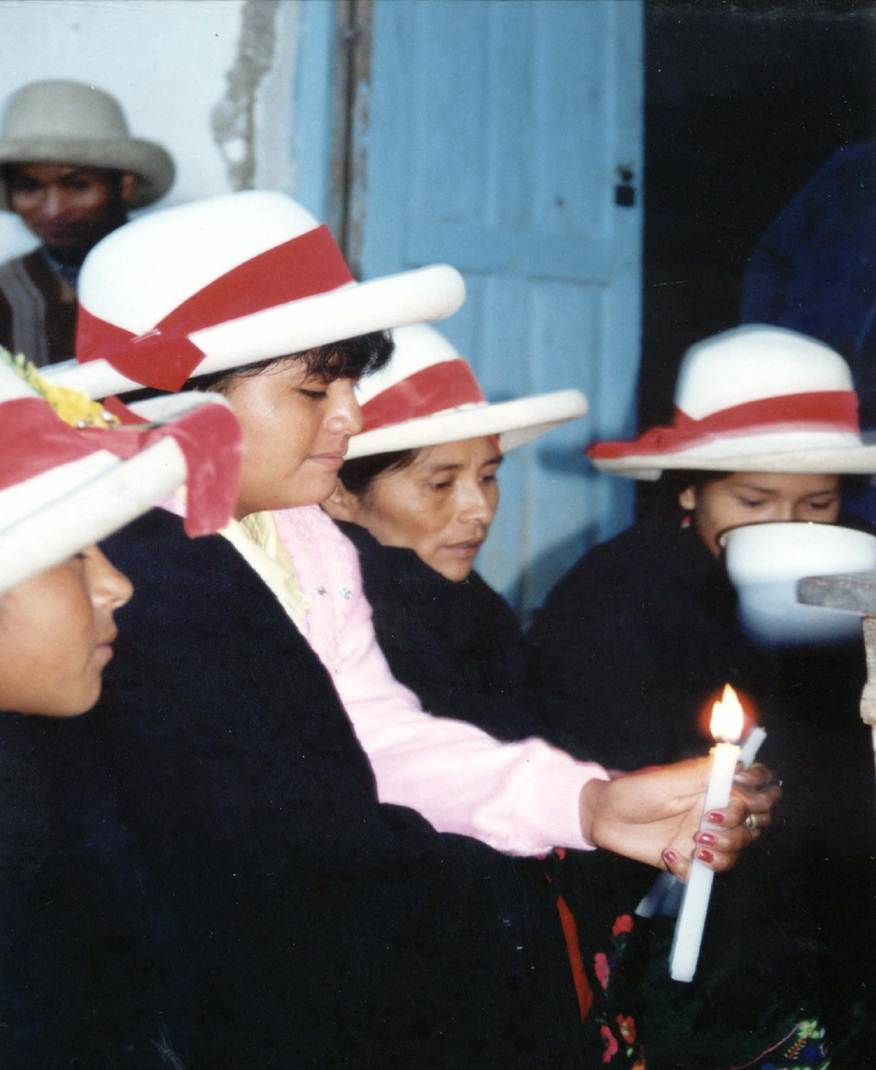
Chicha y vela

- Existen restos arqueológicos en la parte alta, piso jalca. Hay lagunas, pasa el Camino del Inca, que, precisamente, recorrió Julio C. Tello.
- Hay tejedores de ponchos en Vilcabamba, fabricantes de cucharas, cucharones de madera de aliso.
- Se puede hacer canotaje por el río Urpaybamba.
- Caminatas guiadas.
- Casca es la cuna del chimaychi. Y el baile ceremonial de Alto vara, ejecutado el 1 de enero, con motivo de la asunción de autoridades comunales.

## Fauna típica

### Aves
En realidad, estas aves-paríqkuna- habitan varias provincias transcordilleranas de Áncash, sólo se cita algunas especies:
- Kuntur, cóndor andino, ultur gryphus, en extinción.
- Wiku, pato cordillerano, loponetta especularioides, en peligro real.
- Tsakwa, perdiz serrana, nothoprocta penthandi, vulnerable.

### Mamíferos
Se conocen como kurukuna, en quechua,.
- Puuma, puma, felis concolor, en extinción.
- Atuuq, zorro, ducicyon culpaeus, en peligro de extinción.

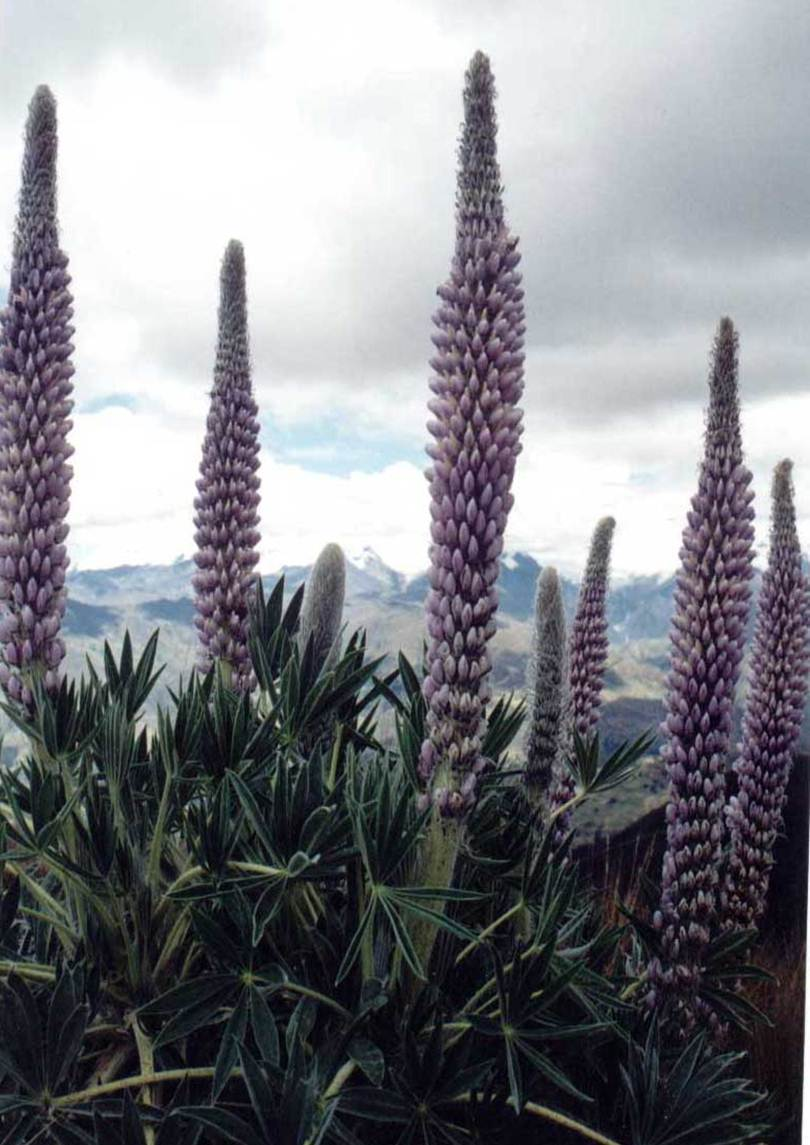
La puya de Raimondi en jalca de Casca

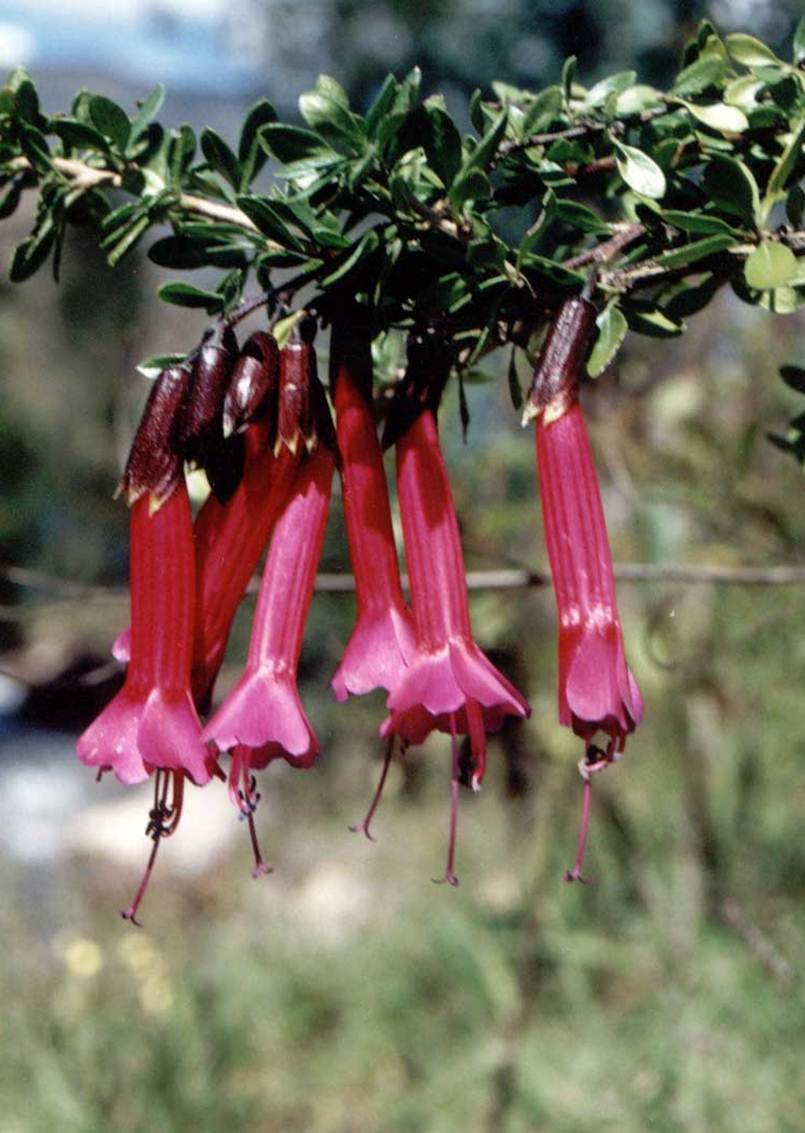
Flor de la cantuta

### Otros
- Challwa, bagre, pygidium quechuorum, vulnerable
- Chukllush, grillo, gryllus sp, regular
- Aarash, lagartiaja, liolaemus sp, vulnerable.

## Flora típica

### Flores típicas
- Rima rima, la flor encarnada que hace hablar.
- Uuritu, la flor que reina en Navidad y crece en los precipicios del piso jalka.
- Qantu wayta, la herádica flor de la cantuta.
- Qiishqi, la puya de Raimondi, crece en las punas de la Provincia de Mariscal Luzuriaga.

### Plantas para mates
- Qammllaa, llamada panizara, sus hojas dan un mate abre-apetito, un tónico.
- Muñaa, aroma y sabor parecidos a los de la menta, buena la tos, dolores musculares.
- Kashwaa, un magnífico antidiarreico.[6]

### Tubérculos y comestibles
- Yaakun, yacón recomendado como medicina alternativa contra la diabetes, se come crudo, pelando.
- Iwsha, parecida a la papa o patata, crece sin sembrarla en los maizales.
- Uupa, especie de hongos de color negro, parásito de las mazorcas de maíz, se usa en guiso.
- Tawri, lupino andino, se come en ensalada con rocoto y culanto; también en papa huancaína.

### Frutas nativas
- Puruqsu, fruta del tamaño de pepino, cáscara amarilla, comida como la del maracuyá, dulce bajo.
- Shirapuqu, parecida a la fresa, fruto de los zarzales que sirven de cerco. Frutos muy dulces.
- Shawinto, en las orillas del río Urpaybamba, fruto muy dulce y suave, del tamaño del limón sutil.

### Plantas medicinales
- Chirapa haacha, se usa en infusión para hinchazón de estómago.
- Kashaqaña, sus hojas en mate, para la tos y contra la bronquitis
- Awriq shinwá, una especie de ortigas de flores anaranjadas. Contra los resfríos.
- Maray tuullma, después de machacar sus hojas-en emplasto- para las torceduras y esguinces.
- Coca, que puede producir en las riberas de Maráñon, se usa en mate para dolor de garganta. Chacchan sus hojas, facilita el trabajo de chacra, las caminatas cargando bultos de 30 kilos. En las catipadas, sesiones de presagio por diversos motivos.